# Sakaki
El sakaki (榊, , Cleyera japonica) és una espècie d'arbre dins la família Pentaphylacaceae.

## Descripció
Arbre o arbust perennifoli i planta nativa de les zones més càlides del Japó, Corea i Xina. Pot arribar a fer 10 m d'alt. Fulles de 6 a 10 cm de llargada, de consistència llisa i dura de forma ovalada, brillant. L'escorça és de color xocolata vermellosa fosca. Les flors són petites, perfumades i de color crema clar, floreix als inicis de l'estiu; baies de color primer vermell i negres quan maduren.

## Història
Arbre considerat sagrat en la religió Shintō junt amb l'altre arbre perennifoli, el hinoki. Les branques de sakaki són usades en els rituals, de vegades amb tires de paper (shide). També es considera que els sakaki són un lloc de residència dels kami, per tant es fan servir com altars.

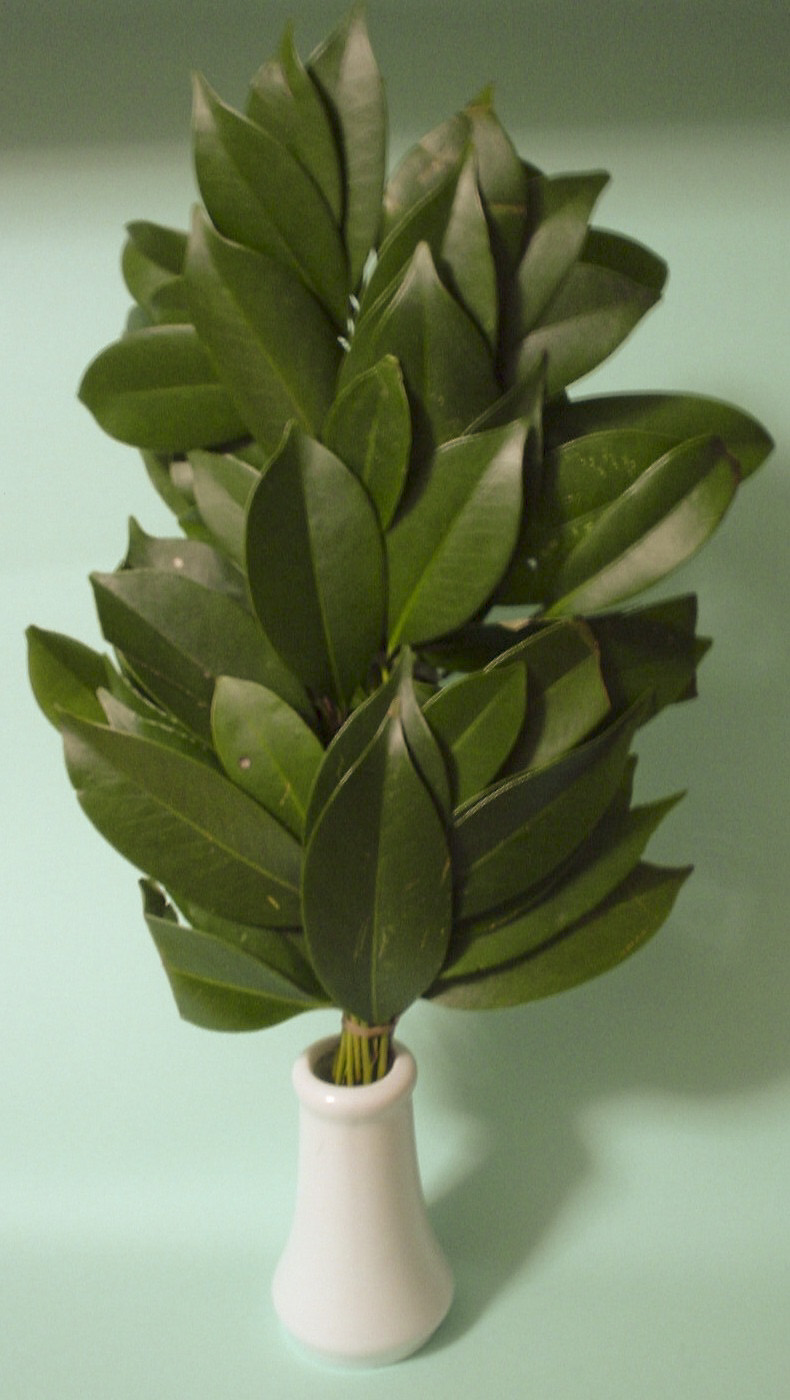
Branques de sakaki en rituals Shintō.

## Taxonomiaa
Cleyera japonica va ser descrit per Carl Peter Thunberg i publicat a Nova Genera Plantarum 3: 68–69, l'any 1783
Etimologia
La paraula sakaki deriva de la seva principal característica com “arbre de fulla perenne” o “arbre que sempre floreix” (繁木, sakaeru-ki), i que era associat amb la prosperitat; també el seu nom deriva del seu úss per senyalar un espai sagrat, com “arbre-fita” (境木, sakai-ki).
Varietats acceptades
- Cleyera japonica var. grandiflora (Wall. ex Choisy) Kobuski
- Cleyera japonica var. japonica
- Cleyera japonica var. longicarpa (Yamam.) P.P.Ling & Hsien
- Cleyera japonica var. morii (Yamam.) Masam.
- Cleyera japonica var. parvifolia Kobuski
- Cleyera japonica var. wallichiana (DC.) Sealy

Sinònims
- Adinandra chingii Metcalf
- Adinandra japonica (Thunb.) T.L.Ming
- Adinandra kweichovensis Hu
- Adinandra obscurinervia Merr. & Chun
- Cleyera fortunei Hook.f.
- Cleyera lipingensis var. taipinensis (H.Keng) T.L.Ming
- Cleyera ochnacea DC.
- Cleyera ochnacea var. kaempferiana DC.
- Eroteum ochnaceum (Merr.) Nakai
- Eurya latifolia var. variegata Carrière
- Eurya ochnacea (DC.) Szyszyl.
- Eurya ochnacea var. contracta (Honda) Makino & Nemoto
- Freziera ochnacea (DC.) Nakai
- Freziera ochnoides Wall.[2]